# 五塚原古墳
五塚原古墳（いつかはらこふん/いつつがはらこふん）は、京都府向日市寺戸町芝山にある古墳。形状は前方後円墳。向日丘陵古墳群を構成する古墳の1つ。国の史跡に指定されている（史跡「乙訓古墳群」のうち）。
古墳時代最初期の3世紀中葉-後半頃の築造と推定される、最古級の大型前方後円墳である。

## 概要
| 代 | 古墳名       | 形状       | 規模        |
| -- | ------------ | ---------- | ----------- |
| 1  | 五塚原古墳   | 前方後円墳 | 墳丘長91.2m |
| 2  | 元稲荷古墳   | 前方後方墳 | 墳丘長94m   |
| 3  | 寺戸大塚古墳 | 前方後円墳 | 墳丘長95m   |
| 4  | 妙見山古墳   | 前方後円墳 | 墳丘長114m  |
| 5  | 伝高畠陵古墳 | 円墳       | 直径65m     |

京都盆地南西縁、向日丘陵南部の尾根上に位置する大型前方後円墳である。向日丘陵では五塚原古墳のほかにも大型前方後円墳数基が分布し、これらは「向日丘陵古墳群」と総称される。本古墳については、後円部の北西裾の一部が宅地造成によって削平されているが、全体的に墳丘を良好に遺存する。また、これまでに数次の発掘調査が実施されている。
墳形は前方部が「バチ形」に開く前方後円形で、前方部を南方向に向ける。墳丘は後円部が3段築成、前方部が2段築成で、ほぼ盛土からなる。後円部が正円形をなすほか、前方部がバチ形に開くという古墳時代初期の特徴を有する。墳丘表面で葺石が検出されている一方、埴輪列は検出されていない。埋葬施設は後円部墳頂における竪穴式石室である。その他に発掘調査では周辺埋葬として埴輪棺1基が発見されている。
築造時期は、古墳時代最初期の3世紀中葉-後半頃と推定される。向日丘陵の首長墓群では最古になる。墳丘の「斜路状平坦面」は箸墓古墳（奈良県桜井市、一説に卑弥呼の墓）と共通する古い形式であるほか、前方部の形状は東田大塚古墳（奈良県桜井市、箸墓古墳と同時期か）と一致する。また、以後の前方後円墳の基本となる後円部3段・前方部2段の構造としては、本古墳が最古級の例となることから、箸墓古墳ののち西殿塚古墳（奈良県天理市）・行燈山古墳（奈良県天理市、伝崇神天皇陵）と続く畿内大王墓の基本設計になるとする説も挙げられている。
古墳域は2016年（平成28年）3月1日に国の史跡に指定されている（史跡「乙訓古墳群」のうち）。

## 遺跡歴
- 1967年-1968年（昭和42年-43年）、測量調査（京都府教育委員会）[6]。
- 1968年（昭和43年）、電気探査（帝塚山大学）[6]。
- 1977年（昭和52年）、測量調査（京都大学考古学研究室）[1]。
- 2000年-2001年（平成12年-13年）、第1次・第2次発掘調査（立命館大学文学部）[1]。
- 2013年度（平成25年度）
  - 第3次発掘調査（向日市埋蔵文化財センター）[1]。
  - 第4次発掘調査（立命館大学文学部考古学・文化遺産専攻）[11]。
- 2014年度（平成26年度）
  - 第5次発掘調査（立命館大学文学部考古学・文化遺産専攻）[5]。
  - 第6次発掘調査（向日市埋蔵文化財センター）[12]。
- 2015年度（平成27年度）、第7次発掘調査（向日市埋蔵文化財センター）[9]。
- 2016年（平成28年）3月1日、国の史跡に指定（史跡「乙訓古墳群」のうち）[10]。
- 2016年度（平成28年度）、第8次発掘調査（向日市埋蔵文化財センター）[7]。
- 2017年度（平成29年度）、第9次発掘調査（向日市埋蔵文化財センター）[13]。
- 2018年度（平成29年度）、第10次発掘調査（向日市埋蔵文化財センター）[8]。

## 墳丘

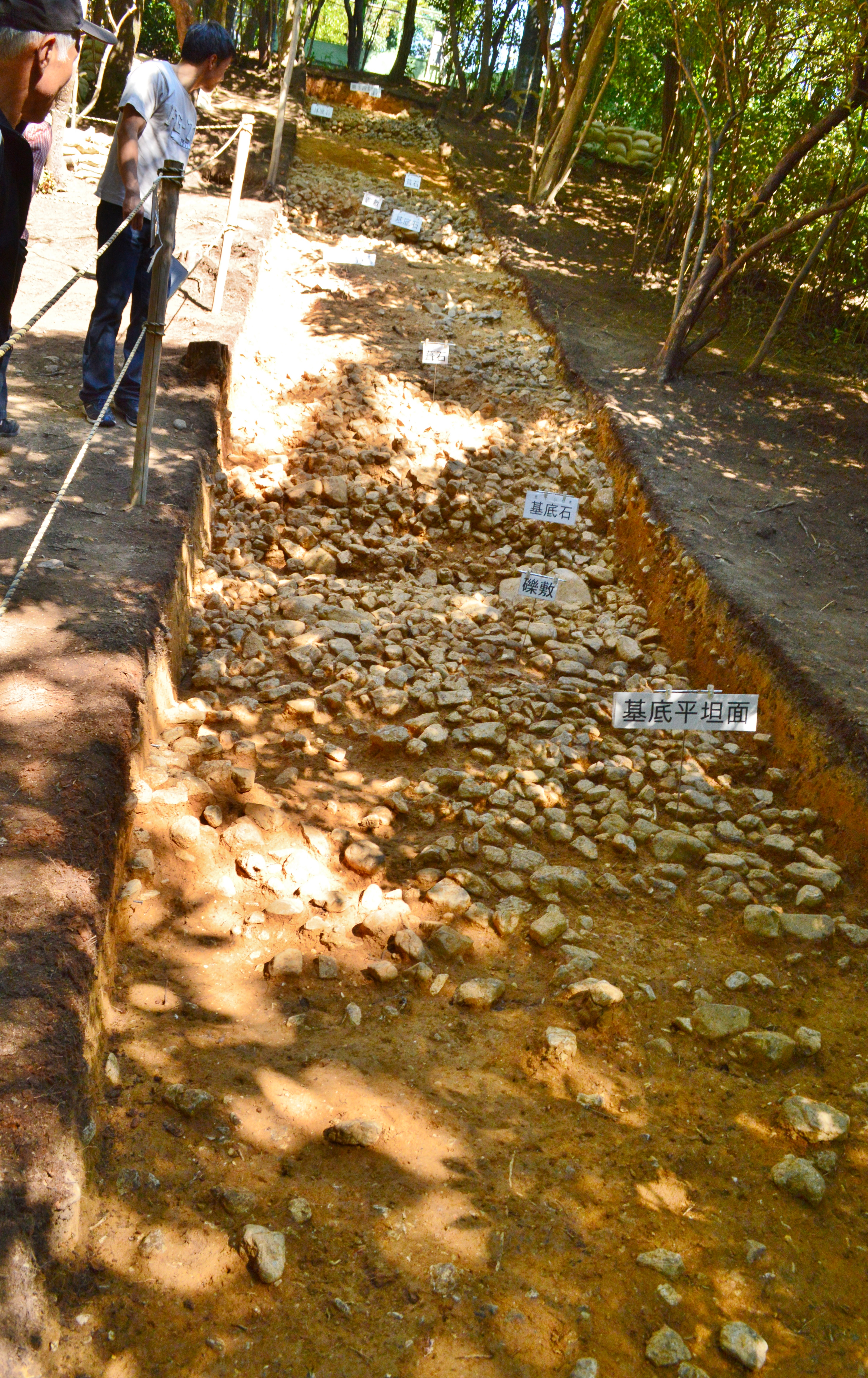
後円部の段築2016年度の発掘調査時。

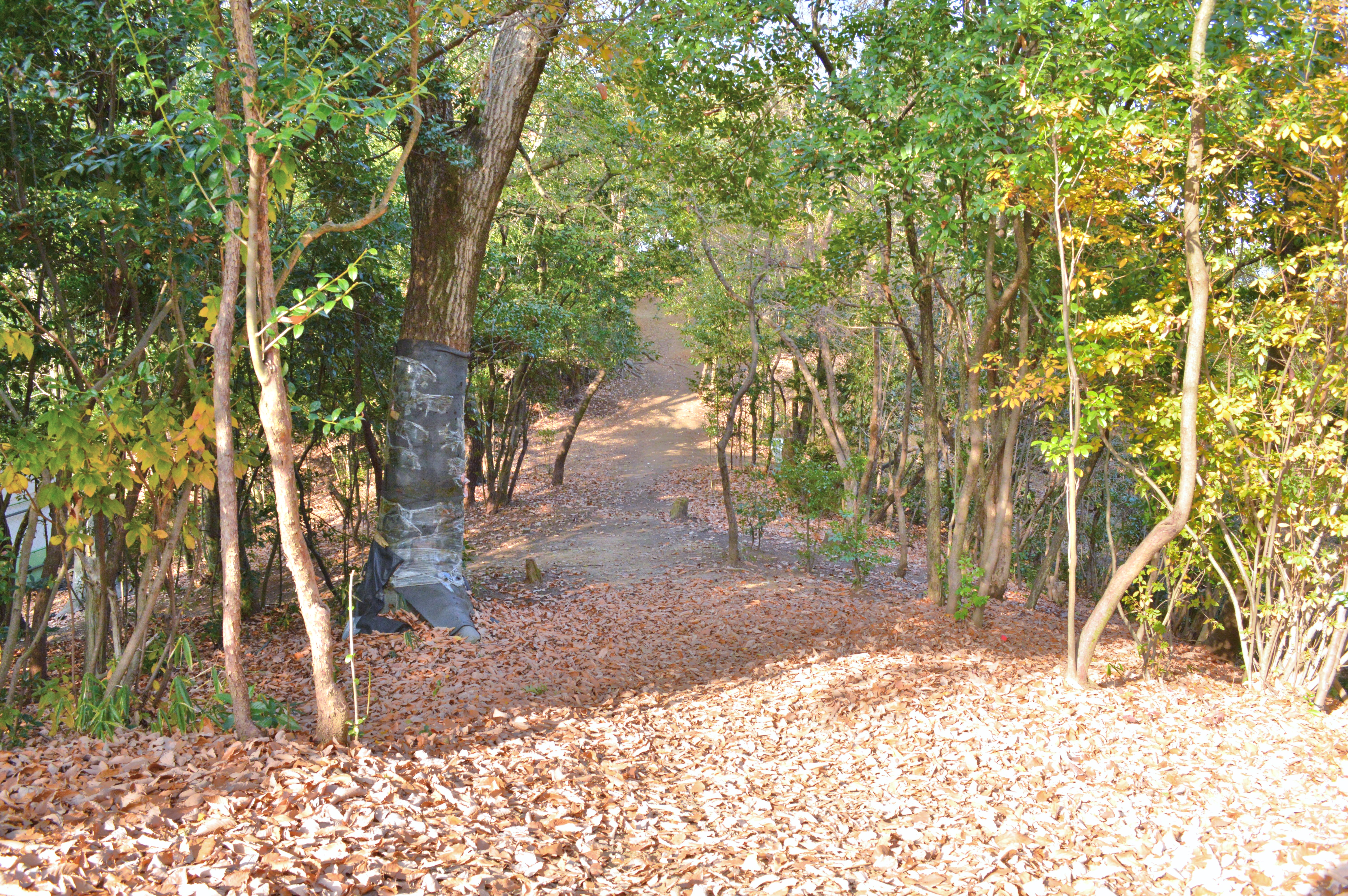
前方部から後円部を望む
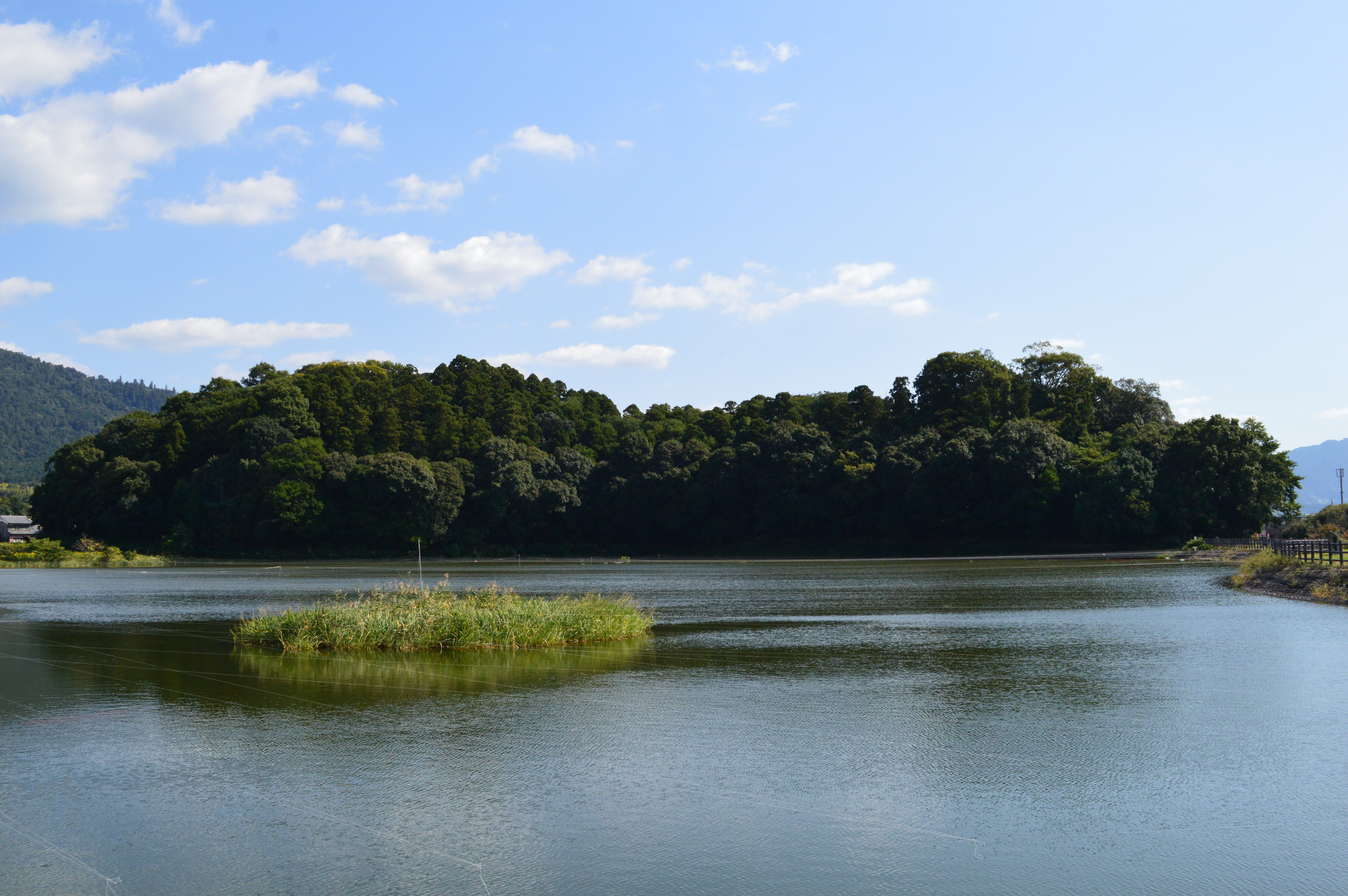
箸墓古墳（奈良県桜井市） 最古級の大王墓。五塚原古墳のモデルプランか。

墳丘の復元規模は次の通り。
- 墳丘長：91.2メートル
- 後円部 - 正円形。3段築成。
  - 直径：55メートル
  - 高さ：8.7メートル
- 前方部 - 2段築成。
  - 長さ：40.5メートル
  - 幅：33メートル
  - 高さ：4.0メートル
- くびれ部
  - 幅：15メートル
  - 高さ：2.1メートル

前方部の形態は、纒向古墳群の東田大塚古墳（奈良県桜井市）との近似が指摘される。墳丘の斜面途中に「斜路状平坦面」を持つという特徴があり、これは箸墓古墳（奈良県桜井市）と共通する。
- 前方部から後円部を望む
- 箸墓古墳（奈良県桜井市）
最古級の大王墓。五塚原古墳のモデルプランか[12]。

## 埋葬施設

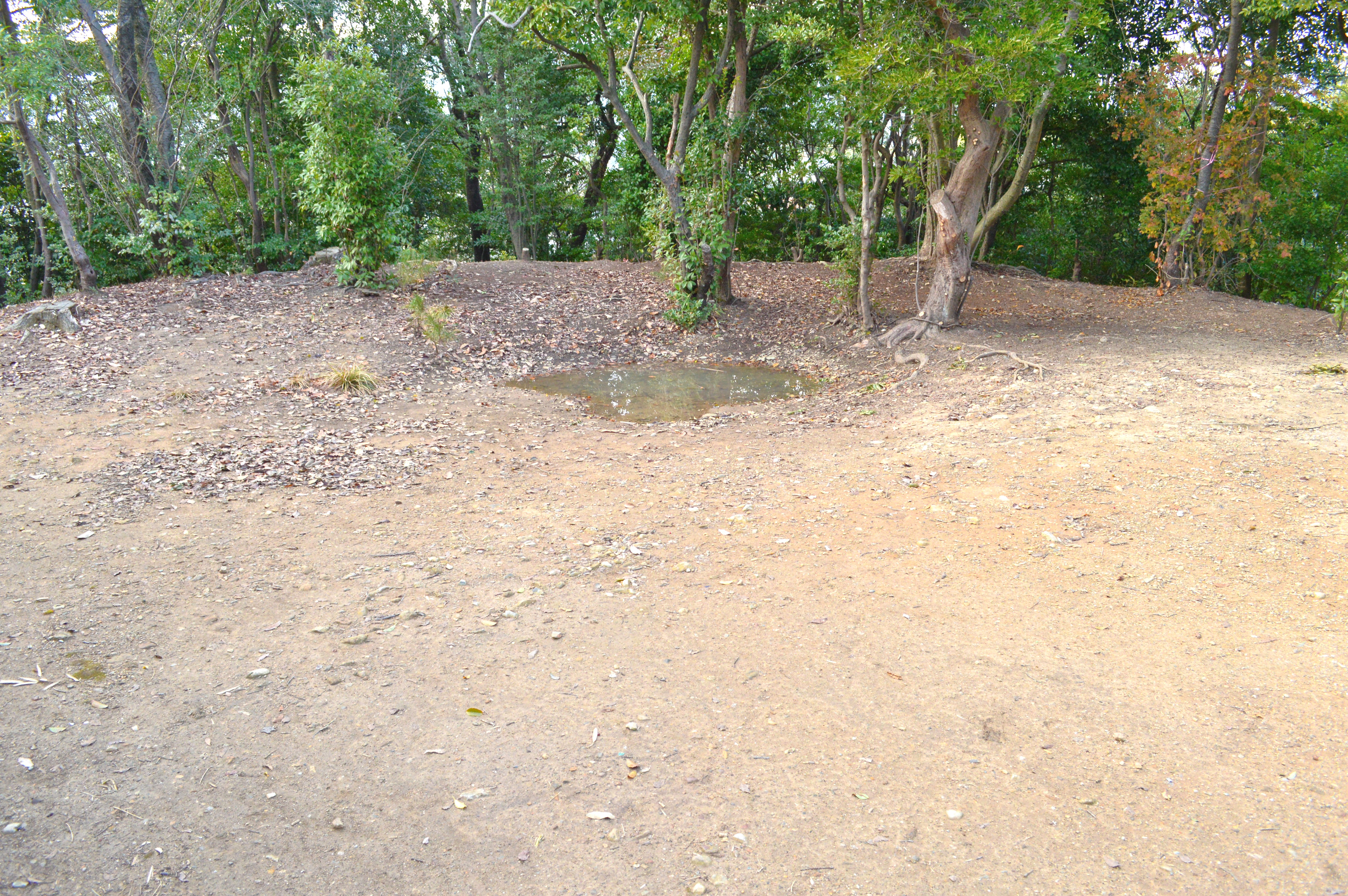
後円部墳頂（2015年時点）中央に陥没坑。

埋葬施設は、後円部墳頂における竪穴式石室である。川原石の自然石の積み上げにより構築されており、自然石のみによる大型前方後円墳の石室例は初めてになるとして注目される。石室は長さ6.2メートル・幅1.3メートルを測り、石室内は未調査ながら深さ1.5メートル以上と推定される。発掘調査以前には、電気探査により後円部墳頂中央のほかに前方部墳頂中央に墓壙（竪穴式石槨か）の存在が推定されていた。後者（前方部）は東西5メートル・南北7メートルで主軸に平行するとされるが、実際の発掘調査の限りでは大規模な埋葬施設は存在しないと見られる。
以上のほかに、後円部の西側裾部において後世の周辺埋葬になる埴輪棺1基が発見されている。埴輪棺の埴輪は、五塚原古墳から下る妙見山古墳（向日丘陵4代目首長墓）と同じもので、4世紀中葉頃の製作とされる。埴輪棺の被葬者と五塚原古墳の被葬者とは血縁者と見られ、ひいては五塚原古墳の被葬者と妙見山古墳の被葬者にも親族関係があったと見る説が挙げられている。

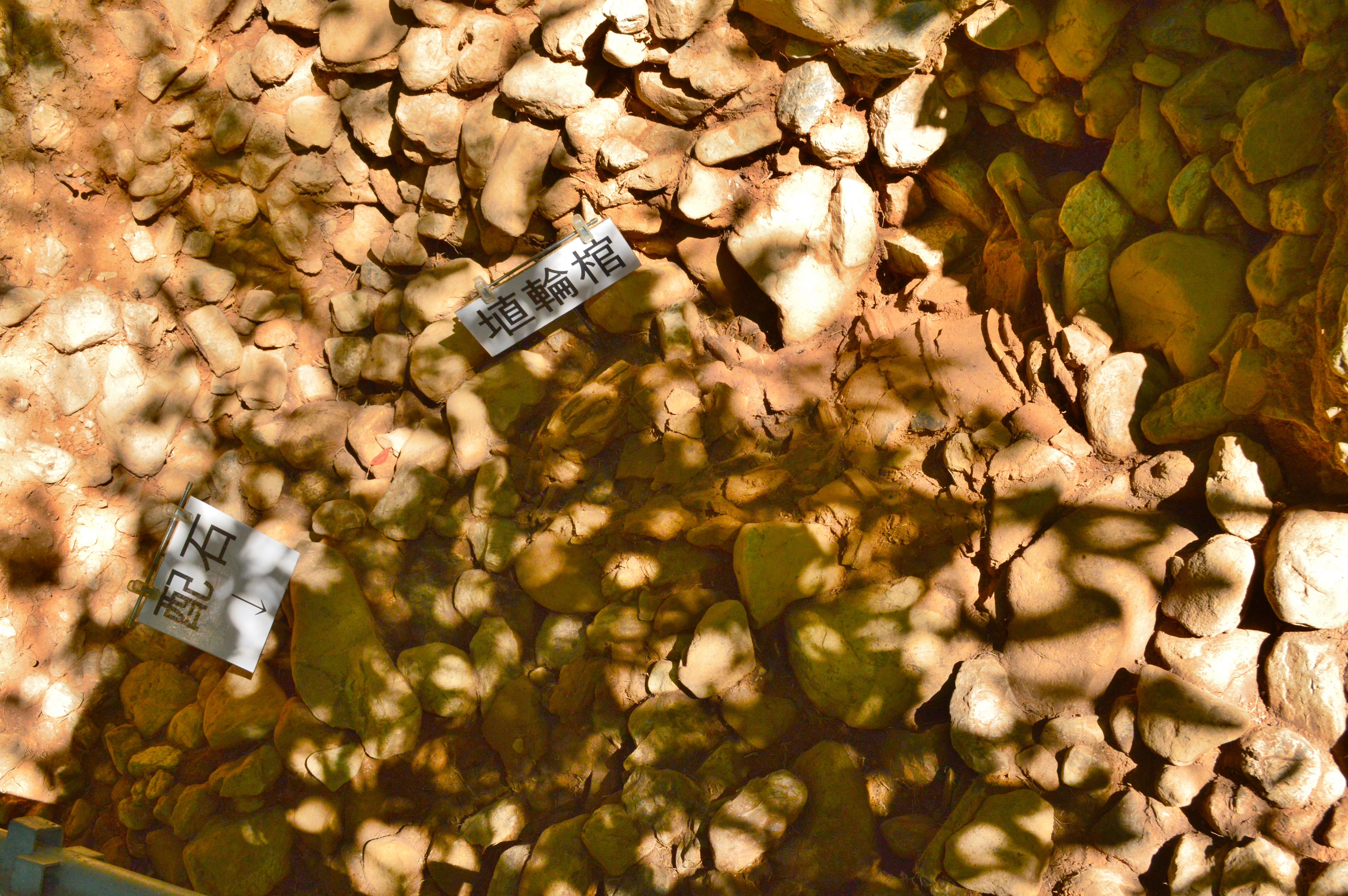
後円部西裾の埴輪棺 2016年度の発掘調査時。

## 出土品
前述のように、出土品としては後円部裾において出土した後世の埴輪棺がある。埴輪棺の元となった埴輪は上部が球状の特異な形状で、丹後地方で見られる丹後型円筒埴輪の基となった可能性が指摘される。なお、これとは別に墳丘の削平を受けた崖面からは円筒埴輪が検出されたというが、近年に調査が行われた範囲（後円部墳頂以外）に限っては埴輪棺の他に埴輪等の遺物は検出されておらず、円筒埴輪の存在は確かでない。

## 文化財

### 国の史跡
- 五塚原古墳（史跡「乙訓古墳群」のうち）
2016年（平成28年）3月1日、既指定の史跡「天皇の杜古墳」・「恵解山古墳」・「寺戸大塚古墳」の3ヶ所に五塚原古墳など8基を追加指定、「乙訓古墳群」に名称変更[10][17]。

## 関連文献
（記事執筆に使用していない関連文献）
- 「寺戸五塚原附近ノ古墳」『京都府史蹟勝地調査會報告 第五冊』京都府、1923年。 - リンクは国立国会図書館デジタルコレクション。
- 『五塚原古墳第1・2次発掘調査概報（立命館大学文学部学芸員課程研究報告 第10冊）』立命館大学文学部学芸員課程、2003年。
- 『五塚原古墳第4次発掘調査概報（立命館大学文学部学芸員課程研究報告 第16冊）』立命館大学文学部考古学・文化遺産専攻、2014年。
- 『五塚原古墳第5次発掘調査概報（立命館大学文学部学芸員課程研究報告 第17冊）』立命館大学文学部考古学・文化遺産専攻、2015年。
- 『五塚原古墳発掘調査報告（立命館大学文学部考古学実習研究報告 第1冊）』立命館大学文学部考古学・文化遺産専攻、2019年。
- 『五塚原古墳（向日市埋蔵文化財調査報告書 第117集）』向日市教育委員会、2020年。
- 『五塚原古墳の研究 報告篇1（向日丘陵古墳群調査研究報告 第3冊）』向日市埋蔵文化財センター、2021年。
- 『五塚原古墳の研究 報告篇2（向日丘陵古墳群調査研究報告 第3冊）』向日市埋蔵文化財センター、2021年。
- 『五塚原古墳の研究 分析・考察篇（向日丘陵古墳群調査研究報告 第3冊）』向日市埋蔵文化財センター、2021年。